# الوكالة الإسبانية للتعاون الدولي من أجل التنمية
الوكالة الإسبانية للتعاون الدولي من أجل التنمية (بالإسبانية: Agencia Española de Cooperación Internacional para el Desarrollo)‏ هي وكالة حكومية إسبانية أنُشئت في نوفمبر عام 1988 بوصفها الهيئة الإدارية للسياسة الإسبانية للتعاون الدولي من أجل التنمية والتي تهدف إلى مكافحة الفقر وتحقيق التنمية البشرية المستدامة.